# Dorfkirche Groß Gaglow

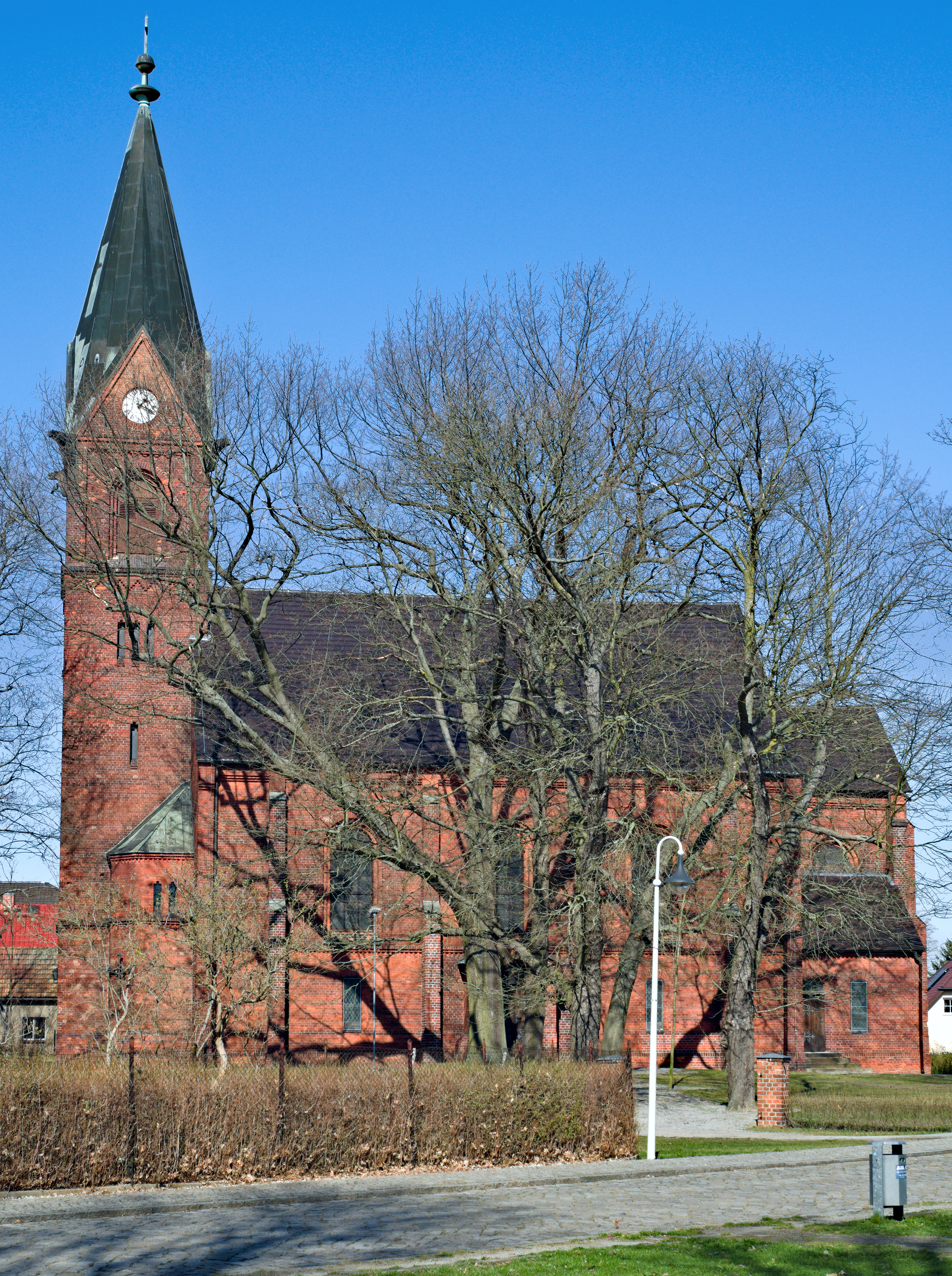
Dorfkirche Groß Gaglow (2020)

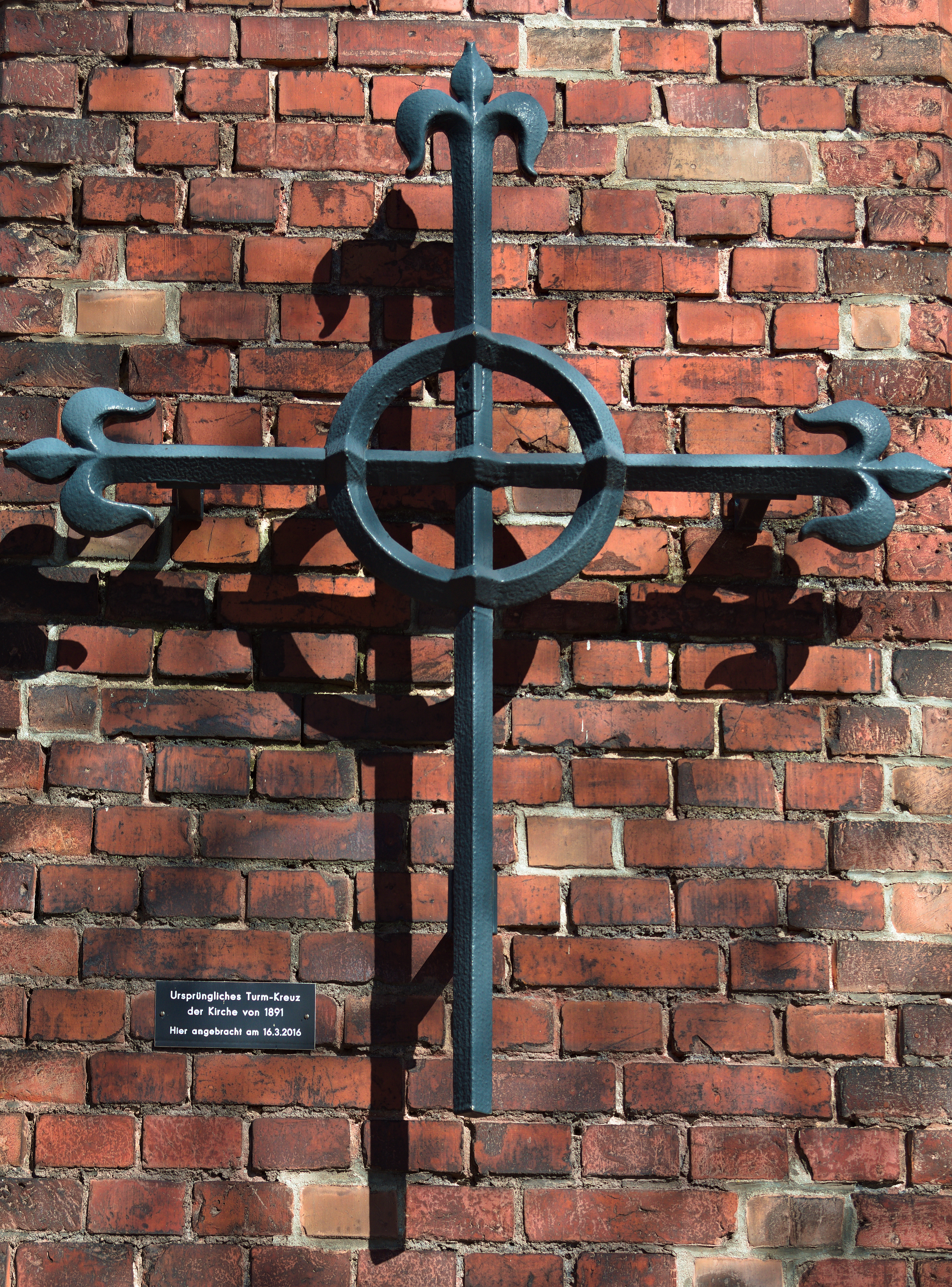
Ehemaliges Turmkreuz (2020)

Die Dorfkirche ist das Kirchengebäude im Cottbuser Stadtteil Groß Gaglow. Es gehört zur Kirchengemeinde Cottbus-Süd im Kirchenkreis Cottbus der Evangelischen Kirche Berlin-Brandenburg-schlesische Oberlausitz. Das Kirchengebäude ist ein eingetragenes Baudenkmal in der Denkmalliste des Landes Brandenburg.

## Geschichte und Architektur
Die Kirche wurde 1891 anstelle einer wegen Baufälligkeit abgerissenen kleinen Fachwerkkirche aus dem Jahre 1688 erbaut. Im Zweiten Weltkrieg traf 1945 eine Granate das Gebäude, die Schäden wurden erst 1950 behoben. Seit 1986 fanden zahlreiche Baumaßnahmen statt. 1990 bekam die Turmhaube eine neue Eindeckung. 2004 bis 2005 fand eine Generalsanierung statt. Dabei wurden Dach, Dachtragwerk, die untergehängte hölzerne Zwischendecke und die Emporen saniert. Darüber hinaus wurde der gesamte Innenraum restauriert, Orgel und Ausstattungsstücke gereinigt und Teile der ursprünglichen Bemalung freigelegt.
Die Wände der neoromanischen Kirche sind durch Pfeiler strukturiert und leicht durch Friese und Gesimse geschmückt. Zwei ins Mauerwerk eingeschnittene Kreuze flankieren das große Rundbogenfenster der Apsis. Der stärker verzierte Turm besitzt ein Rhombendach, Wasserspeier sowie Rundfenster in den Dreiecksgiebeln. Im Inneren befindet sich eine freistehende, aus Holz geschnitzte Kanzel. Das restaurierte, umlaufende Schriftband trägt die Inschrift: „Ehre sei Gott in der Höhe und Friede auf Erden und den Menschen ein Wohlgefallen“. Im Kreuzgewölbe ist ein Tageshimmel dargestellt. Der Kirchenraum wird darüber hinaus durch die Hufeisenempore und den offenen Dachstuhl geprägt, dessen Sparren und Balken sichtbar sind. Ebenfalls in der Kirche liegt das hölzerne Epitaph der Familie Heyde.